# Acropteris nigrisquama
Acropteris nigrisquama är en fjärilsart som beskrevs av W. Warren 1897. Acropteris nigrisquama ingår i släktet Acropteris och familjen Uraniidae. Inga underarter finns listade i Catalogue of Life.